# Apopetelia brunnescens
Apopetelia brunnescens là một loài bướm đêm trong họ Geometridae.